# Harper Lee
Nelle Harper Lee (n. 28 aprilie 1926, Monroeville⁠(d), Alabama, SUA – d. 19 februarie 2016, Monroeville⁠(d), Alabama, SUA) a fost o scriitoare americană, cunoscută pentru romanul său din 1960, Să ucizi o pasăre cântătoare, singura ei carte, pentru care a luat Premiul Pulitzer pentru ficțiune.
În 2007, Harper Lee a fost decorată cu ordinul Medalia prezidențială a libertății a Statelor Unite ale Americii pentru contribuția sa la literatură.

## Viață timpurie
Nelle Harper Lee s-a născut în localitatea Monroeville din statul american Alabama în data de 28 aprilie 1926, fiind al patrulea copil al lui Amasa Coleman Lee și Frances Cunningham Finch. Tatăl său, fost editor și proprietar al unui ziar local, era de meserie avocat și slujise ulteriror în Legislatura statului Alabama între 1926 și 1938. Copil fiind, Lee a fost o fată „băiețoasă” (conform originalului, tomboy), o cititoare avidă și precoce și bună prietenă a viitorului scriitor Truman Capote. Este din familia generalului confederat Lee, generalul suprem al Armatei Confederatiei.

## Scrieri publicate

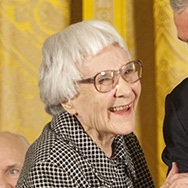
Harper Lee în 2007

- 1960: Lee, Harper - Să ucizi o pasăre cântătoare - (To Kill a Mockingbird), New York City - J. B. Lippincott
- 1961: Lee, Harper - Love—In Other Words (Dragostea - În alte cuvinte), Vogue
- 1961: Lee, Harper - Christmas to Me (Crăciunul pentru mine), McCall's
- 1965: Lee, Harper - When Children Discover America ([Atunci] când copii descoperă America), McCall's Magazine.
- 2015 - Lee, Harper - Du-te și pune un străjer - (Go Set a Watchman), Harpercollins.